# S 91.33
S 91.33 е 23 мм самолетна оръдейна установка, разработена от компанията „Craiova“, Румъния. Установката е на въоръжение в самолетите IAR-99 и IAR-109.

## История
Установката е създадена на базата на руското 23 мм двуцевно оръдие ГШ-23Л. Проектирането е осъществено паралелно с работата по проектирането на румънския боен самолет IAR-99. Приета е на въоръжение през 1987 г.

## Техническо описание
Оръдейната установка S 91.33 се монтира под фюзелажа на самолета. При експлоатацията се използва постоянен ток с напрежение 27 V +10%. Работният температурен интервал е в рамките на -60 °C – +60 °C.